# Rhinogobius giurinus
Espèce
Statut de conservation UICN

 LC  : Préoccupation mineure
Rhinogobius giurinus est un gobie qui peut vivre en eau douce, saumâtre, ou marine. Il est endémique de l'extrême-orient (Japon, Chine, Corée, Taïwan, Viêt Nam).

## Description
Rhinogobius giurinus mesure environ 7,5 cm.

## Référence
- (en + fr) FishBase : espèce Rhinogobius giurinus  (Rutter, 1897) (+ traduction) (+ noms vernaculaires 1 & 2)
- (en) UICN : espèce Rhinogobius giurinus Rutter, 1897 (consulté le 31 mai 2015)
- (fr + en) ITIS : Rhinogobius giurinus  (Rutter, 1897)